# Kárász Ilonka
Kárász Ilonka (amerikában: Ilonka Karasz; Budapest, 1896. július 13. – Warwick, USA, 1981. május 26.) magyar származású amerikai forma- és textiltervező, grafikus, illusztrátor.

## Pályafutása

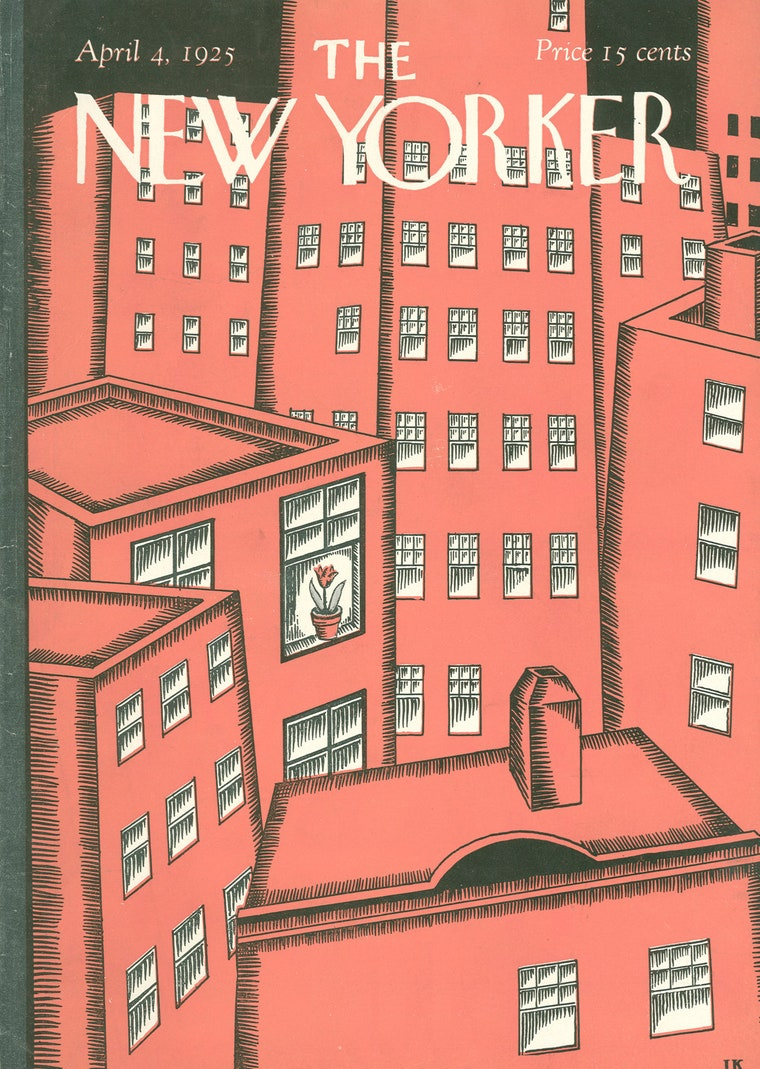
Kárász első The New Yorker címlapja (1925)

Édesapja Kárász Sámuel ezüstműves, anyja Huber Mária volt. Három gyermek közül Ilonka volt a legidősebb, egyik húga, Kárász Mariska szintén sikeres lett Amerikában divattervezőként. 1909-ben, 16 évesen vették fel a budapesti Képzőművészeti Akadémiára, ami nem csak fiatal korát tekintve volt ritkaság, hanem mert több forrás szerint is az első női hallgatója volt az intézménynek. 1913-ban a családfő elhunyt, anyja ekkor döntött úgy, hogy kivándorolnak az Amerikai Egyesült Államokba.
New York Greenwich Village negyedébe költöztek, ahol Kárász hamar beilleszkedett a helyi képzőművész közösségbe. 1915-ben M. A. C. (Modern Art Collector) néven folyóiratot alapított, mely hidat képzett az első világháború idején elszigetelődött Európa és Amerika művészete között, hogy az amerikaiakat tájékoztassa az öreg kontinens modern formatervezési törekvéseiről. Ez a művészetti magazin a világháborút követően megszűnt. 1920-ban férjhez ment Willem Nyland holland származású vegyészhez, ettől kezdve neve is előfordul Ilonka Karasz Nyland vagy Ilonka Nyland formában is.
Amerikai pályafutását egy reklámkampány indította el, aminek elkészítésére az Amerikában híres (azóta megszűnt) Bonwit Teller ékszeráruház kérte fel. Textiltervezést is tanult - később Gerő Gusztávot is tanította batikolásra -, így pályája során sokoldalú művészként tudott megmutatkozni. Már 1928-ban meghívták az American Designers Gallery kiállítására, ahol egy komplett szobabelsőt mutatott be, maga tervezte bútorokkal, lakástextilekkel, használati tárgyakkal.
1929-ben Jáva szigetére utazott két éves tanulmányútra, sokat tanulva az ottani művészet egyszerű megoldásaiból, vonalvezetéséből. Visszatérve Amerikába a nagy gazdasági világválság okozta fogyasztói szokások megváltozásához igazodva lett ismert egyszerű, de esztétikus bútorairól. Különösen sokat foglalkozott gyermekbútorok, sőt, komplett gyermekszobák berendezésével a tapéta, faliszőttes megtervezésétől olyan bútorokig, amik a gyerekek fejlesztését szolgálták, mint például a bábasztal. Ma már természetesnek tűnik, de akkoriban nagy feltűnést keltett az a gondosság, amivel például minden bútor sarkát lekerekítettre tervezte volt, a színek kiválasztása pedig a gyermeki fantázia mozgásban tartását szolgálta. Első terveit az Arts & Decoration magazin komplett óvodabelsőként írta le.

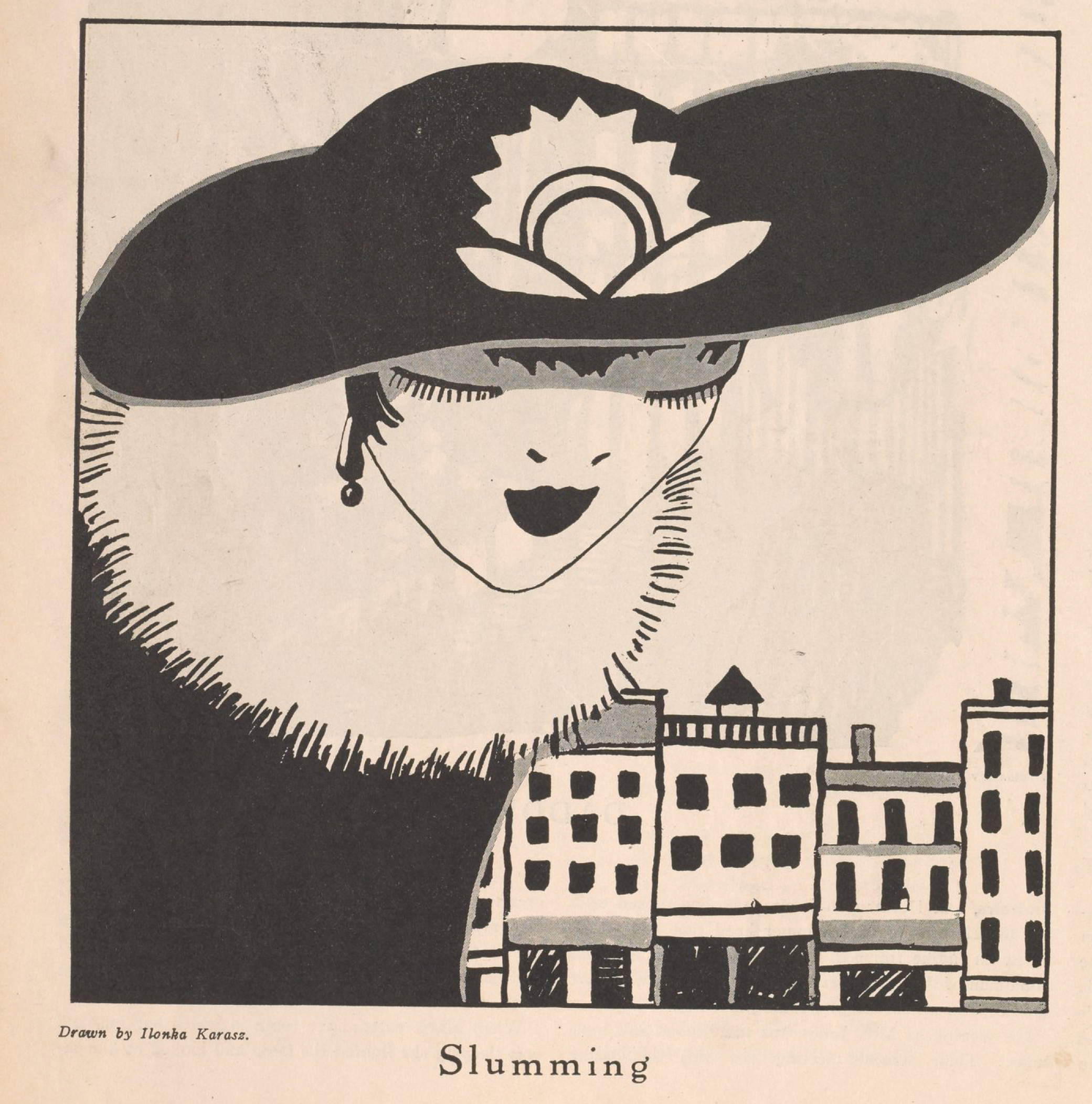

Legismertebb azonban mégis a The New Yorker című máig megjelenő amerikai életstílusmagazin címlapjainak megtervezésével vált. A hetilap minden számának címoldalán ugyanis egy-egy művész festménye vagy grafikája volt látható, és ő 1925 és 1973 között 186 címlapot tervezett a laphoz. A címlapok leginkább New York-i életképek voltak, a városlakók szabadidős tevékenységeit, ünnepeit vagy éppen hétköznapjait ábrázolták. A csak a lapnak tervezett képek manapság is értékesek, műkereskedések, kiállítások megbecsült darabjai. Ezen kívül tervezett más lapoknak címlapot, belső illusztrációt, könyvborítót és -illusztrációt, tapétamintát, textileket is - többek között repülőgépek üléshuzatait is.
Férje 1976-ban hunyt el, ő 1981-ben, 85 esztendős korában, lánya warwicki otthonában. Sokszínű munkásságát Amerikában művészettörténészek elemzik, több publikáció jelent meg róla, kiállításokat rendeztek alkotásaiból. Magyarországon szinte csak említés szintjén foglalkoztak vele, igaz, művészete nem ért el a tengerentúlra, ő a magyar közönség számára ismeretlen maradt.